# Bàsquet als Jocs Olímpics d'Estiu del 2000
Als Jocs Olímpics d'Estiu del 2000 celebrats a la ciutat de Sydney (Austràlia) es disputaren dues competicions de bàsquet, una en categoria masculina i una altra en categoria femenina. La competició se celebrà entre els dies 16 de setembre i 1 d'octubre del 2000 al Sydney SuperDome i The Dome del Parc Olímpic de Sydney.

## Comitès participants
Hi participaren un total de 286 jugadors, entre ells 144 homes i 142 dones, de 18 comitès nacionals diferents:
| Categoria masculina - Angola - Austràlia - Canadà - Espanya - Estats Units - França - Itàlia - RF Iugoslàvia - Lituània - Nova Zelanda - Rússia - R.P. de la Xina | Categoria femenina - Austràlia - Brasil - Canadà - Corea del Sud - Cuba - Eslovàquia - Estats Units - França - Nova Zelanda - Polònia - Rússia - Senegal |

## Resum de medalles
| Prova                   | Or | Argent | Bronze |
| Bàsquet masculí Detalls | Estats UnitsSteve Smith · Gary Payton · Vince Carter · Ray Allen · Vin Baker · Kevin Garnett · Tim Hardaway · Allan Houston · Jason Kidd · Antonio McDyess · Alonzo Mourning · Shareef Abdur-Rahim                 | França Jim Bilba · Yann Bonato · Makan Dioumassi · Laurent Foirest · Thierry Gadou · Cyril Julian · Crawford Palmer · Antoine Rigaudeau · Stéphane Risacher · Laurent Sciarra · Mustapha Sonko · Frédéric Weis | Lituània Gintaras Einikis · Saulius Štombergas · Eurelijus Žukauskas · Dainius Adomaitis · Šarūnas Jasikevičius · Kęstutis Marčiulionis · Tomas Masiulis · Darius Maskoliūnas · Ramūnas Šiškauskas · Darius Songaila · Mindaugas Timinskas · Andrius Giedraitis |
| Bàsquet femení Detalls  | Estats Units Ruthie Bolton · Teresa Edwards · Yolanda Griffith · Chamique Holdsclaw · Lisa Leslie · Nikki McCray · DeLisha Milton · Katie Smith · Dawn Staley · Sheryl Swoopes · Natalie Williams · Kara Wolters · | Austràlia Carla Boyd · Sandy Brondello · Trisha Fallon · Michelle Griffiths · Kristi Harrower · Jo Hill · Lauren Jackson · Annie la Fleur · Shelly Sandle · Rachael Sporn · Michele Timms · Jenny Whittle      | Brasil Janeth Arcain · Ilisaine David · Lilian Gonçalves · Helen Cristina Luz · Silvinha · Claudia Neves · Alessandra Oliveira · Adriana Pinto · Cintia Santos · Adriana Santos · Kelly Santos · Marta Sobral                                                   |

## Medaller
| Posició | País         | Or | Argent | Bronze | Total |
| 1       | Estats Units | 2  | 0      | 0      | 2     |
| 2       | França       | 0  | 1      | 0      | 1     |
| 2       | Austràlia    | 0  | 1      | 0      | 1     |
| 4       | Brasil       | 0  | 0      | 1      | 1     |
| 4       | Lituània     | 0  | 0      | 1      | 1     |